# Euxoa inyoca
Euxoa inyoca är en fjärilsart som beskrevs av Benjamin 1936. Euxoa inyoca ingår i släktet Euxoa och familjen nattflyn. Inga underarter finns listade i Catalogue of Life.